# 32313 Zhangmichael
32313 Zhangmichael è un asteroide della fascia principale. Scoperto nel 2000, presenta un'orbita caratterizzata da un semiasse maggiore pari a 3,1866405 UA e da un'eccentricità di 0,1054019, inclinata di 1,25308° rispetto all'eclittica.